# Villiers-Vineux
Villiers-Vineux is een gemeente in het Franse departement Yonne (regio Bourgogne-Franche-Comté) en telt 246 inwoners (1999). De plaats maakt deel uit van het arrondissement Avallon.

## Geografie
De oppervlakte van Villiers-Vineux bedraagt 11,2 km², de bevolkingsdichtheid is 22,0 inwoners per km².
De onderstaande kaart toont de ligging van Villiers-Vineux met de belangrijkste infrastructuur en aangrenzende gemeenten.

## Demografie
Onderstaande figuur toont het verloop van het inwonertal (bron: INSEE-tellingen).